# Мирміцини
Мирміцини[джерело?] (Myrmicinae) — найбільша підродина мурах (Formicidae), що включає найбільш еволюційно просунуті групи. Відомо понад 6000 видів.

## Опис
Виключно гетерогенна група, що включає як генералізовані, так і просунуті таксони, що мають ряд рис високої морфологічної спеціалізації: наявність зубців і виростів на наличнику, особлива будова епінотума і стеблинки черевця. Більшість видів — багатоїдні хижаки, живляться дрібними безхребетними і споживають падь попелиць. Разом з цим серед мирміцин зустрічаються екологічно спеціалізовані трофічні групи: карпофаги — збирачі насіння (Messor, Pogonomyrmex, деякі Tetramorium і Pheidole), паразити чужих гнізд (Formicoxenus nitidulus), рабовласники, що містять рабів (Harpagoxenus sublaevis), мурашки-злодії (Diplorhoptrum), мурашки-листорізи (Atta, Acromyrmex, Cyphomyrmex) і також деякі небезпечні види мурашок (Monomorium, Solenopsis).
Стеблинка черевця 2-членикова. Лобові валики добре виражені і частенько закривають вусикові ямки. 2-4 вершинні членики вусиків ширші і утворюють добре виражену булаву. Очки зазвичай відсутні. У деяких видів різко виражений диморфізм і поліморфізм робітників, є каста солдатів з дуже великою головою і сильними жвалами. Самиці крилаті, значно більше за робочих. Личинки виключно різноманітні за формою, будовою ротових придатків. Лялечки завжди без коконів.

## Класифікація
У 2015 році дослідники опублікували нову класифікацію підродини Myrmicinae, у якій замість 25 триб стали виділяти лише 6.
- Attini Smith, 1858
  - Acanthognathus Mayr, 1887
  - Acromyrmex Mayr, 1865
  - Allomerus Mayr, 1878
  - Apterostigma Mayr, 1865
  - Atta Fabricius, 1804
  - †Attaichnus Laza, 1982
  - Basiceros Schulz, 1906
  - Blepharidatta Wheeler, 1915
  - Cephalotes Latreille, 1802
  - Chimaeridris Wilson, 1989
  - Colobostruma Wheeler, 1927
  - Cyatta Sosa-Calvo et al., 2013
  - Cyphomyrmex Mayr, 1862
  - Daceton Perty, 1833
  - Diaphoromyrma Fernández, Delabie & Nascimento, 2009
  - Epopostruma Forel, 1895
  - Eurhopalothrix Brown & Kempf, 1961
  - Ishakidris Bolton, 1984
  - Kalathomyrmex Klingenberg & Brandão, 2009
  - Lachnomyrmex Wheeler, 1910
  - Lenomyrmex Fernández & Palacio, 1999
  - Mesostruma Brown, 1948
  - Microdaceton Santschi, 1913
  - Mycetagroicus Brandão & Mayhé-Nunes, 2001
  - Mycetarotes Emery, 1913
  - Mycetophylax Emery, 1913
  - Mycetosoritis Wheeler, 1907
  - Mycocepurus Forel, 1893
  - Myrmicocrypta Smith, 1860
  - Ochetomyrmex Mayr, 1878
  - Octostruma Forel, 1912
  - Orectognathus Smith, 1853
  - Paramycetophylax Kusnezov, 1956
  - Phalacromyrmex Kempf, 1960
  - Pheidole Westwood, 1839
  - Pilotrochus Brown, 1978
  - Procryptocerus Emery, 1887
  - Protalaridris Brown, 1980
  - Pseudoatta Gallardo, 1916
  - Rhopalothrix Mayr, 1870
  - Sericomyrmex Mayr, 1865
  - Strumigenys Smith, 1860
  - Talaridris Weber, 1941
  - Trachymyrmex Forel, 1893
  - Tranopelta Mayr, 1866
  - Wasmannia Forel, 1893
- Crematogastrini Forel, 1893
  - Acanthomyrmex Emery, 1893
  - Adlerzia Forel, 1902
  - Ancyridris Wheeler, 1935
  - Atopomyrmex André, 1889
  - Calyptomyrmex Emery, 1887
  - Cardiocondyla Emery, 1869
  - Carebara Westwood, 1840
  - Cataulacus Smith, 1853
  - Crematogaster Lund, 1831
  - Cyphoidris Weber, 1952
  - Dacatria Rigato, 1994
  - Dacetinops Brown & Wilson, 1957
  - Dicroaspis Emery, 1908
  - Dilobocondyla Santschi, 1910
  - Diplomorium Mayr, 1901
  - †Enneamerus Mayr, 1868
  - †Eocenomyrma Dlussky & Radchenko, 2006
  - Eutetramorium Emery, 1899
  - Formicoxenus Mayr, 1855
  - Formosimyrma Terayama, 2009
  - Gauromyrmex Menozzi, 1933
  - Gaoligongidris Xu, 2012
  - Harpagoxenus Forel, 1893
  - Huberia Forel, 1890
  - †Hypopomyrmex Emery, 1891
  - Indomyrma Brown, 1986
  - Kartidris Bolton, 1991
  - Lasiomyrma Terayama & Yamane, 2000
  - Leptothorax Mayr, 1855
  - Liomyrmex Mayr, 1865
  - †Lonchomyrmex Mayr, 1867
  - Lophomyrmex Emery, 1892
  - Lordomyrma Emery, 1897
  - Malagidris Bolton & Fisher, 2014
  - Mayriella Forel, 1902
  - Melissotarsus Emery, 1877
  - Meranoplus Smith, 1853
  - Metapone Forel, 1911
  - Myrmecina Curtis, 1829
  - Myrmisaraka Bolton & Fisher, 2014
  - Nesomyrmex Wheeler, 1910
  - Ocymyrmex Emery, 1886
  - †Oxyidris Wilson, 1985
  - †Parameranoplus Wheeler, 1915
  - Paratopula Wheeler, 1919
  - Perissomyrmex Smith, 1947
  - Peronomyrmex Viehmeyer, 1922
  - Podomyrma Smith, 1859
  - Poecilomyrma Mann, 1921
  - Pristomyrmex Mayr, 1866
  - Proatta Forel, 1912
  - Propodilobus Branstetter, 2009
  - Recurvidris Bolton, 1992
  - Rhopalomastix Forel, 1900
  - Romblonella Wheeler, 1935
  - Rostromyrmex Rosciszewski, 1994
  - Rotastruma Bolton, 1991
  - Royidris Bolton & Fisher, 2014
  - Secostruma Bolton, 1988
  - Stereomyrmex Emery, 1901
  - †Stigmomyrmex Mayr, 1868
  - †Stiphromyrmex Wheeler, 1915
  - Strongylognathus Mayr, 1853
  - Temnothorax Mayr, 1861
  - Terataner Emery, 1912
  - Tetheamyrma Bolton, 1991
  - Tetramorium Mayr, 1855
  - Trichomyrmex Mayr, 1865
  - Vitsika Bolton & Fisher, 2014
  - Vollenhovia Mayr, 1865
  - Vombisidris Bolton, 1991
  - Xenomyrmex Forel, 1885
- Myrmicini Lepeletier de Saint-Fargeau, 1835
  - Manica Jurine, 1807
  - Myrmica Latreille, 1804
  - †Plesiomyrmex Dlussky & Radchenko, 2009
  - †Protomyrmica Dlussky & Radchenko, 2009
- Pogonomyrmecini Ward, Brady, Fisher & Schultz, 2014
  - Hylomyrma Forel, 1912
  - Pogonomyrmex Mayr, 1868
- Solenopsidini Forel, 1893
  - Adelomyrmex Emery, 1897
  - Anillomyrma Emery, 1913
  - Austromorium Shattuck, 2009
  - Baracidris Bolton, 1981
  - Bariamyrma Lattke, 1990
  - Bondroitia Forel, 1911
  - Cryptomyrmex Fernández, 2004
  - Dolopomyrmex Cover & Deyrup, 2007
  - Epelysidris Bolton, 1987
  - Kempfidris Fernández, Feitosa & Lattke, 2014
  - Megalomyrmex Forel, 1885
  - Monomorium Mayr, 1855
  - Myrmicaria Saunders, 1842
  - Oxyepoecus Santschi, 1926
  - Rogeria Emery, 1894
  - Solenopsis Westwood, 1840
  - Stegomyrmex Emery, 1912
  - Syllophopsis Santschi, 1915
  - Tropidomyrmex Silva, Feitosa, Brandão & Diniz, 2009
  - Tyrannomyrmex Fernández, 2003
- Stenammini Ashmead, 1905
  - Aphaenogaster Mayr, 1853
  - Goniomma Emery, 1895
  - Messor Forel, 1890
  - Novomessor Emery, 1915
  - Oxyopomyrmex André, 1881
  - †Paraphaenogaster Dlussky, 1981
  - Stenamma Westwood, 1839
  - Veromessor Forel, 1917
- incertae sedis
  - †Afromyrma Dlussky, Brothers & Rasnitsyn, 2004
  - †Agastomyrma Dlussky, Rasnitsyn & Perfilieva, 2015
  - †Bilobomyrma Radchenko & Dlussky, 2013
  - †Biamomyrma Dlussky, Rasnitsyn & Perfilieva, 2015
  - †Boltonidris Radchenko & Dlussky, 2012
  - †Brachytarsites Hong, 2002
  - †Cephalomyrmex Carpenter, 1930
  - †Clavipetiola Hong, 2002
  - †Electromyrmex Wheeler, 1910
  - †Eocenidris Wilson, 1985
  - †Eomyrmex Hong, 1974
  - †Fallomyrma Dlussky & Radchenko, 2006
  - †Fushunomyrmex Hong, 2002
  - †Ilemomyrmex Wilson, 1985
  - †Miosolenopsis Zhang, 1989
  - †Myrmecites Dlussky & Rasnitsyn, 2003
  - †Orbigastrula Hong, 2002
  - †Quadrulicapito Hong, 2002
  - †Quineangulicapito Hong, 2002
  - †Sinomyrmex Hong, 2002
  - †Solenopsites Dlussky & Rasnitsyn, 2003
  - †Sphaerogasterites Hong, 2002
  - †Wumyrmex Hong, 2002
  - †Zhangidris Bolton, 2003

Серед триб старої класифікації — триба Formicoxenini.